# Pierre Kamdem Ninyim
Pour les articles homonymes, voir Kamdem.
Pierre Kamdem Ninyim, plus jeune ministre africain à 20 ans, parlementaire, chef Baham, est un homme politique camerounais, condamné et exécuté à Bafoussam sur la place publique le 3 janvier 1964,,.